# Río Atabapo
El río Atabapo es un río de Venezuela y Colombia de unos 131 km de largo. Forma la frontera internacional entre estos dos países en gran parte de su curso. Es parte de la cuenca del río Orinoco.
El Atabapo nace en las selvas del sur de Venezuela, en el municipio Maroa del estado Amazonas. Sus aguas son de color negruzco, y serpentea a lo largo de las grandes corrientes hacia el noroeste. En su desembocadura en el Orinoco se encuentra la ciudad venezolana de San Fernando de Atabapo.